# Шевчук, Василий Ефимович
Васи́лий Ефи́мович Шевчу́к (12 мая 1941, Шуньки, Белогорский район, Хмельницкая область, Украинская ССР, СССР — 13 ноября 2006, Йошкар-Ола, Марий Эл, Россия)  —  фрезеровщик, оператор станков с числовым программным управлением, наладчик Марийского машиностроительного завода (1964―2002). Заслуженный машиностроитель Марийской АССР (1986). Лауреат Государственной премии СССР (1988).

## Биография
Родился 12 мая 1941 года в селе Шуньки Белогорского района Хмельницкой области Украинской ССР.
В 1964—2002 годах — фрезеровщик, оператор станков с числовым программным управлением, наладчик на Марийском машиностроительном заводе. Внёс значительный вклад в повышение технического уровня средств связи и приборов, с 1972 года — личное клеймо.
В 1986 году ему присвоено почётное звание «Заслуженный машиностроитель Марийской АССР». В 1988 году ему присуждена Государственная премия СССР. Награждён орденом Трудового Красного Знамени и медалями.
Скончался 13 ноября 2006 года в г. Йошкар-Оле.

## Трудовые награды
- Государственная премия СССР (1988)[1] — за большой личный вклад в повышение технического уровня средств связи и приборов
- Заслуженный машиностроитель Марийской АССР (1986)[1]
- Орден Трудового Красного Знамени (1974)[1]